# Северная путассу
Се́верная путассу́ (лат. Micromesistius poutassou) — вид лучепёрых рыб семейства тресковых. Может достигать длины 55 см, но обычная длина её 30—35 см. Она распространена преимущественно в северной части Атлантического океана от западной части Средиземного моря до Исландии, Шпицбергена и западных частей Баренцева моря.

## Описание
Тело вытянутое, покрыто очень мелкой, легко опадающей циклоидной чешуёй. Усик на подбородке отсутствует. Между тремя спинными плавниками широкие промежутки. В первом и втором спинных плавниках по 11—15 мягких лучей, а в третьем 20—27 мягких лучей. Первый анальный плавник очень длинный, с 31—39 мягкими лучами, а второй с 22—29 мягкими лучами. Хвостовой плавник с небольшой выемкой. Маленькие брюшные плавники расположены перед грудными.
Спина серо-голубая, бока серебристые, а брюхо белого цвета. У основания грудных плавников иногда имеется небольшое тёмное пятно.

## Биология

### Питание
Питается планктонными ракообразными, а также личинками и молодью рыб — светящихся анчоусов, сельди, трески и других видов.
В свою очередь, сама путассу служит пищей для трески, пикши и морских млекопитающих, таких как гринды и обыкновенные дельфины.

### Размножение и рост
Северная путассу впервые созревает при длине тела 17—20 см, как правило, 23—26 см, в возрасте от 2 до 4 лет. Растет медленно и в возрасте 8—10 лет достигает длины 30—35 см.
Размножается в южной части ареала, преимущественно на глубине 180—300 м и глубже, при температуре воды 8—10°. Нерест порционный. Икра пелагическая, развивается в придонных слоях. Личинки и мальки пелагические, переносятся океаническими течениями в верхних слоях воды над глубинами свыше 1000 м.

## Распространение
В северо-восточной части Атлантического океана распространена от западной части Средиземного моря до Исландии. Встречается в Балтийском, Северном и западной части Баренцева моря и у Шпицбергена. В северо-западной части Атлантики встречается от Новой Шотландии до юга Гренландии.

## Хозяйственное значение
Начало широкого промышленного лова этой рыбы пришлось на 70-е годы XX века. В соответствии с данными подразделения ООН Food and Agriculture Organization, путассу стала пятой по объему улова промысловой рыбой в 2006 году. В начале 2010-х годов уловы северной путассу существенно снизились.
| Год          | 2004 | 2005 | 2006 | 2007 | 2008   | 2009 | 2010  | 2011 | 2012 | 2013  | 2014   | 2015   | 2016   |
| Улов, тыс. т | 2429 | 2070 | 2039 | 1685 | 1283,5 | 641  | 551,5 | 108  | 379  | 631,5 | 1160,9 | 1414,1 | 1190,3 |

Обычно в продажу путассу поступает не в свежем виде, а в замороженном, либо в виде полуфабрикатов. По вкусу путассу напоминает хека. Путассу используют как столовую рыбу, из неё готовят кулинарную продукцию (варёную и жареную), а из печени производят натуральные консервы. Также в большом количестве её вялят, после чего она поступает в продажу целиком или в виде нарезки филе.